# Luigi Sante Da Rios
Luigi Sante Da Rios (Santa Lucia di Piave, 2 de abril de 1881 — Padova, 1965) foi um matemático e físico italiano.
Trabalhou com dinâmica dos fluidos.